# Tombeau de Saint-Clair
Le sarcophage dit Tombeau de Saint-Clair est un sarcophage paléochrétien conservé au musée Saint-Raymond, musée des Antiques de Toulouse.

## Caractéristiques
Ce sarcophage de petite taille, destiné à un enfant, comporte une cuve, le couvercle n'a pas été retrouvé et aucun indice ne permet de connaitre sa forme ou son iconographie. Il est en marbre gris et semble provenir du secteur de Saint-Béat, dans la haute vallée de la Garonne. Sa date de création est estimée au IVe siècle, il présente une iconographie traditionnelle chrétienne.
De forme rectangulaire, il a une hauteur de 43 cm, une longueur comprise entre 141 et 142 cm, une largeur comprise entre 54 et 59 cm, une épaisseur de 8,5 cm et une profondeur de 3,5 cm. Il comporte une colonnette engagée aux quatre angles et comporte trois bas-reliefs sur trois angles composés de scènes paradigmatiques de l'Ancien et du Nouveau Testament. 
La façade principale comporte trois grandes scènes. À gauche le sacrifice d'Isaac par Abraham, au centre la multiplication des pains et des poissons par le Christ, à droite la résurrection de Lazare.
Le latéral gauche représente le péché d'Ève, et le droit Daniel nu entre deux lions.
Les sujets sont ceux de plusieurs autres sarcophages du Sud-Ouest, notamment celui de l'abbaye Saint-Vincent de Lucq. La forme empâtée des personnages, le traitement conventionnel des cheveux et des drapés, la grosseur excessive des mains, les yeux inexpressifs en amande témoignent d'un archaïsme éloigné de l'art académique gréco-romain. Cette plastique témoigne de l'imitation de l'art chrétien par l'art funéraire régional des IIe et IIIe siècles.

## Provenance
Le sarcophage a été retrouvé dans le prieuré de Saint-Orens d'Auch. Il se trouvait dans l'église du prieuré (aujourd'hui disparue : à ne pas confondre avec l'église Saint-Orens d'Auch construite au XIXe siècle à l'emplacement du palais du Sénéchal). Il contenait peut-être les restes de saint Clair. Clair d'Aquitaine était l'objet d'un culte religieux dans le diocèse d'Auch. Son corps a reposé un temps dans le cloître de Saint-Jean-de-l'Aubépine, futur prieuré de Saint-Orens. Le sarcophage est donné en 1834 par Pierre Sentetz, bibliothécaire d'Auch, au musée Saint-Raymond, musée des Antiques de Toulouse.